# William Cosgrove Milby
Pour les articles homonymes, voir Milby.
William Cosgrove Milby (?-26 octobre 1877) est un homme politique canadien de la Colombie-Britannique. Il est aussi député provincial indépendant de la circonscription britanno-colombienne de Kootenay d'une élection partielle en 1876 jusqu'à son décès en 1877.